# Elbasan (stad)
Elbasan ([ɛlbasan]; bepaalde vorm: Elbasani) is een stad (bashki) in Centraal-Albanië. De stad is met 142.000 inwoners (2011) na Tirana en Durrës de derde stad van het land, en is de hoofdplaats van de gelijknamige prefectuur. Ze is gelegen op de rechteroever van de rivier de Shkumbin.
Elbasan staat bekend als een industriestad. Het belang van de stad nam toe nadat de Chinezen er in 1974 een staalfabriek bouwden. Tijdens het communistische regime waren er ook andere industrieën in deze stad, waardoor ze relatief veel luchtverontreiniging kende. Veel van de oorspronkelijke fabrieken zijn tegenwoordig niet langer in gebruik; het sluiten ervan werkte een hoge werkloosheid en navenante emigratietendens in de hand.

## Bestuurlijke indeling
Administratieve componenten (njësitë administrative përbërëse) na de gemeentelijke herinrichting van 2015 (inwoners tijdens de census 2011 tussen haakjes):
Bradashesh (10700) • Elbasan (78703) • Funar (2122) • Gjergjan (5126) • Gjinar (3478) • Gracen (2192) • Labinot-Fushë (7058) • Labinot-Mal (5291) • Papër (6348) • Shirgjan (7307) • Shushicë (8731) • Tregan (3036) • Zavalinë (1622).
De stad wordt verder ingedeeld in 117 plaatsen: Balëz Lart, Balëz Poshtë, Balldre, Bathes, Benë, Bixëlle, Bizhdan, Bizhutë, Blerimas, Bodin, Bradashesh, Branesh, Broshkë, Bujaras, Bujqës, Burrishtë, Cerujë, Cikallesh, Derstilë, Dopaj, Dritas, Elbasan, Fikas, Fush-Bull, Gjergjan, Gjinar, Gjonmë, Gjorm, Godolesh, Gracen, Griqan i Poshtëm, Griqan i Sipërm, Gurabardh, Guri Zi, Gurisht, Hajdaran, Jagodinë, Jatesh, Joronishtë, Kacivel, Kaferr, Kamiçan, Karakullak, Katund i Ri, Kështjellë, Kodër Bujaras, Korrë, Kozan, Krrabë e Vogël, Kryezjarr, Kuqan, Kusarth, Kyçyk, Labinot-Fushë, Labinot-Mal, Lamollë, Letan, Lleshan, Lugaj, Lugaxhi, Lukan, Mamel, Maskarth, Mengel, Mjekës, Mlizë, Mollagjesh, Muçan, Muriqan, Murras, Nezhan, Pajengë, Pajun, Papër, Papër-Sallak, Pashtresh, Petresh, Plangaricë, Pobrat, Polis i Vogël, Polis Vale, Prec e Poshtme, Prec e Sipërme, Qafë, Qerret, Reçan, Rrilë, Seltë, Sericë, Shelcan, Shëmhill, Shijon, Shilbater, Shinavlash, Shingjin, Shirgjan, Shmil, Shtemaj, Shushicë, Stafaj, Sterstan, Tërbaç, Thanë, Tregan, Trepsenisht, Tudan, Ulën, Ullishtaj, Valas, Valesh, Vasjan, Vidhas, Vidhas-Hasgjel, Vreshtaj, Xibrakë, Xibresh, Zavalinë.

## Geschiedenis
Elbasan is door de eeuwen onder diverse namen gebouwd of herbouwd.

### Scampa
Op deze plek lag ooit de oude stad Mansio Scampa, die door de Romeinen
rond de 1e eeuw werd gebouwd. Het had toen stevige stenen muren. In de
4e eeuw werden er 26 torens bijgebouwd om de stad te beschermen tegen aanvallende barbaren.

### Hiskampis
In de 3e en 4e eeuw werd de stad bekend als Hiskampis, en werd ze een belangrijk handelscentrum dicht bij het kruispunt van twee takken van de Via Egnatia tussen Apollonia en Dyrrachium. Hiskampis werd door de Bulgaren en Ostrogoten verwoest tijdens de Slavische invasies van de Balkan.

### Elbasan
In 1466 werd er in de stad een militaire basis gevormd door sultan Mehmet II, die de stad onder de naam El Basan oftewel 'het fort' herbouwde. Het fort werd in 1832 door Reshit Pasha ontmanteld.
Elbasan bleef een centrum van de Islam in Albanië, zelfs na de Ottomaanse overheersing. Nadat het congres van Manastir (het tegenwoordige Bitola in Noord-Macedonië) in 1908 besloot om het Latijnse alfabet te gebruiken voor het geschreven Albanees, hielden islamitische geestelijken, beïnvloed door de Jonge Turken, diverse demonstraties voor het behoud van het Arabische alfabet. De islamitische meerderheid verzette zich ook tegen de aanstelling van prins Wilhelm zu Wied in 1914.
Elbasan is overheerst geweest door diverse volkeren, waaronder de Serviërs, Bulgaren, Oostenrijkers en Italianen. De industriële ontwikkeling ving aan met de productie van tabak en
alcoholische dranken tijdens het regime van koning Zog I, en kende haar hoogtepunt tijdens het communistische regime.

## Bezienswaardigheden
- Het Kasteel van Elbasan (Kalaja e Elbasanit), met binnen de overblijfselen van zijn muren:
  - De Koningsmoskee (Xhamia e Mbretit)
  - De Mariakerk (Kisha e Shën Mërisë)
- Het Archeologisch Museum (Muzeu Arkeologjik)
- Het Etnografisch Museum (Muzeu Etnografik)
- De Nazireshëmoskee (Xhamia e Nazireshës)

## Sport
Voetbalclub KS Elbasani promoveerde in het seizoen 2013-2014 van de Kategoria e Parë, de tweede nationale klasse, naar de Kategoria Superiore. Het team werkt zijn thuiswedstrijden af in de Elbasan Arena, dat plaats biedt aan 12.800 toeschouwers. Het stadion wordt tevens geregeld gebruikt voor wedstrijden van de nationale ploeg van Albanië.

## Zustersteden
- Mitrovicë (Kosovo)

## Geboren
- Sedefkar Mehmed Agha (ca. 1540-1617), Ottomaans architect
- Kostandin Kristoforidhi (1826-1895), vertaler, lexicograaf en schrijver
- Xhafer Belegu (1904-1962), historicus en diplomaat
- Dhimitër Shuteriqi (1915-2003), schrijver, historicus en literatuurcriticus
- Enea Jorgji (1984), voetbalscheidsrechter
- Theoharis Trasha (1985), gewichtheffer
- Gert Trasha (1988), gewichtheffer
- Endri Karina (1989), gewichtheffer
- Daniel Godelli (1992), gewichtheffer
- Trejsi Sejdini (2000), model
- Kristjan Asllani (2002), voetballer

### Woonachtig
- Margaret Hasluck (1885-1948), Brits archeologe, etnografe, geografe en taalkundige